# James Adams (cầu thủ bóng đá, sinh 1908)
James Adams (3 tháng 1 năm 1908 – 1983) là một cầu thủ bóng đá thi đấu ở Football League cho West Bromwich Albion. Ông cũng thi đấu cho Cannock Chase Colliery và Cannock Town.